# Gene L. Coon
Gene L. Coon est un scénariste et producteur américain né le 7 janvier 1924 décédé le 8 juillet 1973 à Los Angeles (Californie), d'un cancer du poumon.
Il est le scénariste de la plupart des épisodes de la série originale de Star Trek.

## Filmographie
- 1957 : The Girl in the Kremlin
- 1957 : Le Salaire du diable
- 1959 : Une balle signée X (No Name on the Bullet)
- 1963 : Les Téméraires (en) (The Raiders) de Herschel Daugherty
- 1964 : À bout portant (The Killers), de Don Siegel
- De 1966 à 1969 : Star Trek
- 1967 : Chef de patrouille (First to Fight) de Christian Nyby
- 1968 : La Brigade des cow-boys (Journey to Shiloh)
- 1974 : The Questor Tapes (en) (TV)